# エレバス山
エレバス山（エレバスさん、Mount Erebus [ˈɛrɪbəs]）は、南極に位置し地球上で最も南にある活火山である。標高3,794mで、ロス島西部に屹立している。

## 歴史

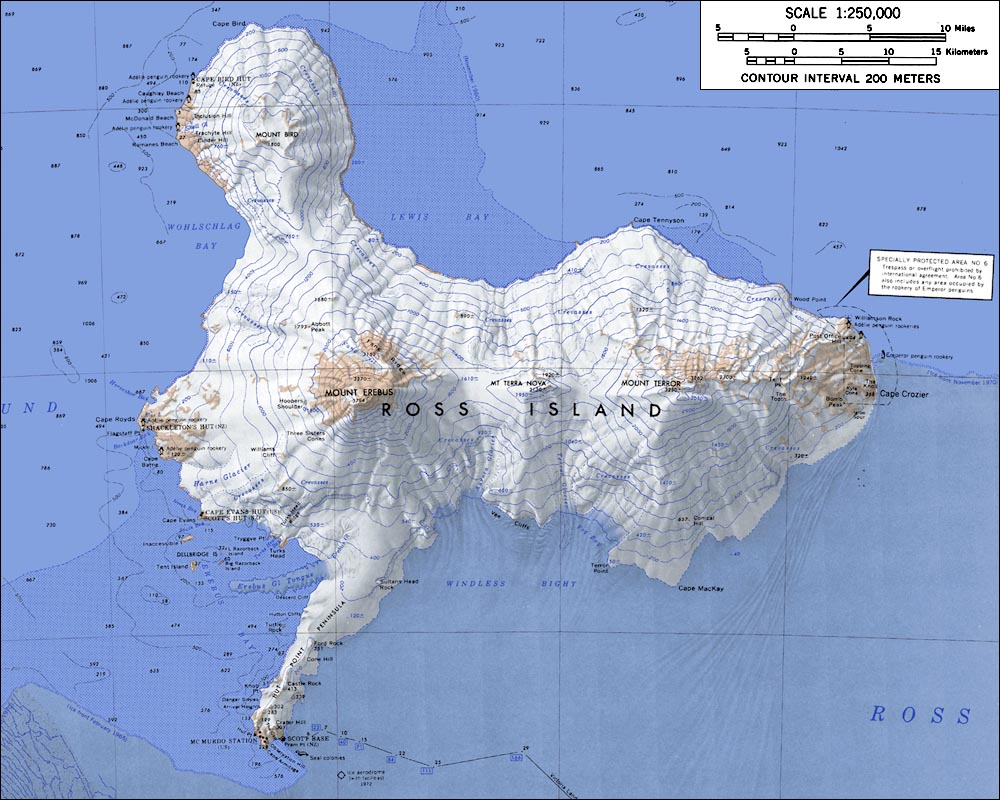
USGS ロス島よりロス島の地形上の地図（1:250,000 縮尺）

1841年、極地探検家ジェームズ・クラーク・ロスが南極探検航海中に発見した火山である。ロスは乗船していた海軍艦船HMSエレバスの名前をその火山に付け、探検隊のもう一隻の艦船HMSテラーの名を同じくロス島にある火山テラー山に付けた。「エレバス (Erebus)」は、ギリシャ神話の原初神カオスの息子エレボスに由来する。
1908年、最初に登頂を果たしたのはアーネスト・シャクルトン卿の探検隊メンバー、T. W. E. デイヴィッド率いる登山隊であった。山頂までは5日半かかり、途中暴風雪に見舞われ24時間以上も身動きが取れなかった。飲み水もなく外気は‐34度になり隊員には虚脱状態になったり凍傷になって指を失った者もいた。
活動が1972年から観測されている南極で最も活動的な火山であり、アメリカニューメキシコ鉱山技術研究所のフィリップ・カイル教授が1972年以降の夏季ごとに火山学者を引き連れて調査を続けており、火山としては比較的解明が進んでいるほうである。2005年には小規模な火山灰噴出があり、溶岩湖近傍の火道から溶岩の流出も観測された。

## 地質学的知見

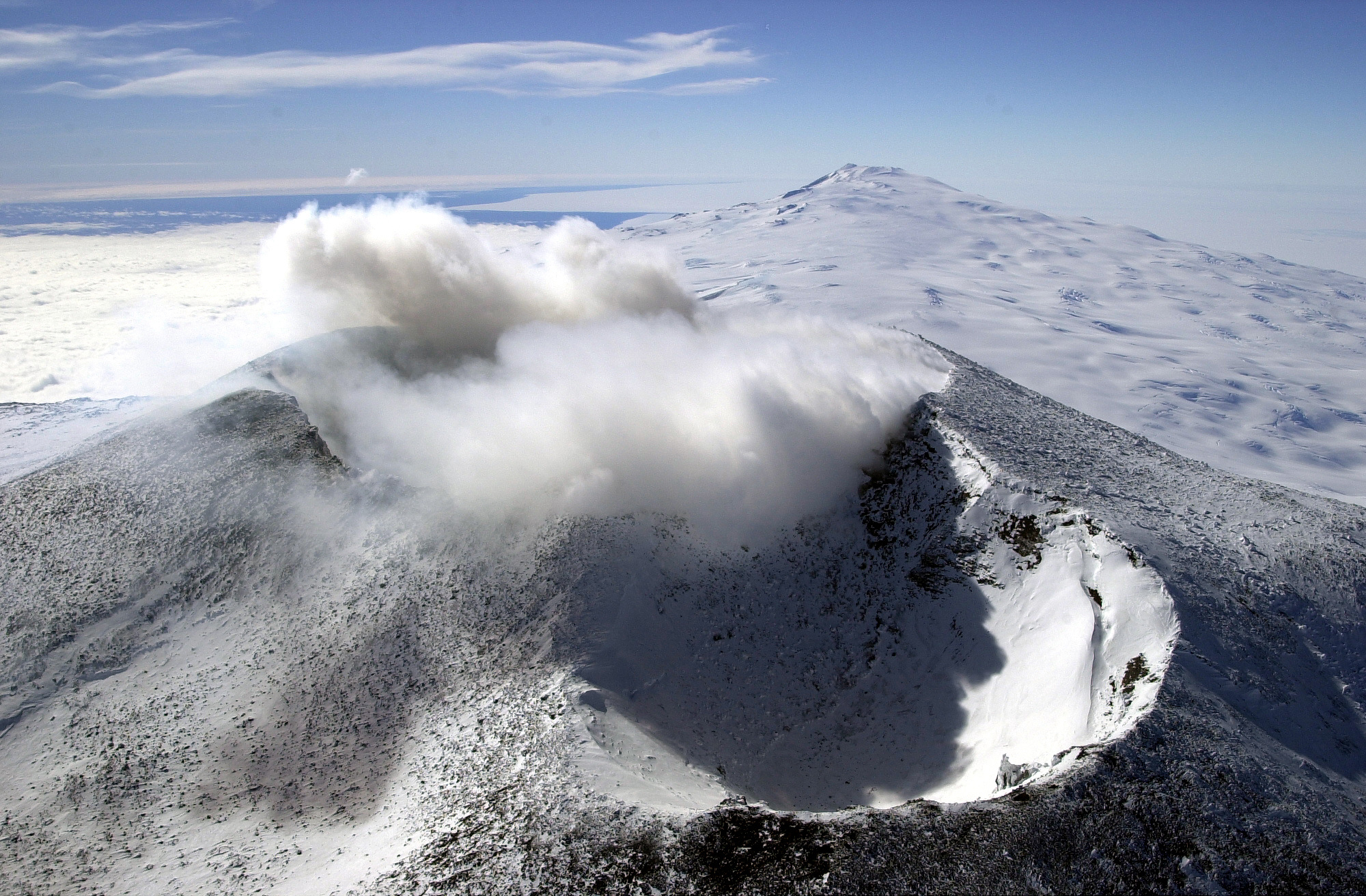
活動を終えた旧火口の1つ

エレバス山は130万年前に誕生した。山頂の火口には世界的にもまれな恒常的な溶岩湖が形成されている。多重式成層火山に分類され、下部は楯状を呈しており、その上に成層状の山体が乗っている（エトナ火山も同様の構造である）。エレバス山の現在の噴火活動はアノーソクレース - 斑岩質テフライト質フォノライトとフォノライトで構成され、山頂の溶岩湖はほとんどがこれから成っている。エレバス山の最古の噴出物は、比較的未分化で非粘性の玄武岩質ベイサナイト溶岩で、基部の楯状構造を形成している。わずかに年代の下るベイサナイトとフォノテフライトから成る溶岩が、ファング尾根に分布している。これは初期エレバス山の浸蝕された残存物であり、山腹の地質構造において特異な存在となっている。粘性の高いフォノテフライトやテフリフォノライト、粗面岩からなる溶岩がベイサナイトの上に噴出した。エレバス山の上部ではテフライト質フォノライト溶岩流が急峻な斜面と大規模な自然堤防を形成している。標高 3,200 メートル付近で顕著に現れる山頂台地は、過去 10 万年以内に形成されたカルデラである。この山頂カルデラは少量のテフライト質フォノライトとフォノライト溶岩で埋められており、その中央に主として崩壊した火山弾とアノーソクレース結晶からなる小さく急峻な円錐丘がある。この山頂をなす円錐丘の内部に前述の溶岩湖が存在する。この火山は最も内側の噴火口にある複数の火道から頻繁にストロンボリ式噴火を生じており、溶岩湖から爆発的に放出されるガス泡は直径 10 メートルにも達する。現在活動中の火口のすぐ横には活動を終えた旧火口が複数存在する。

## 極寒の地の火山としての特徴
- 氷洞 エレバス山には火山の地熱によって氷が溶けることによって形成された氷洞が存在する[1]。有名なものとしてはウォーレン氷洞・ハット氷洞などがあり、観測の対象となっている[1]。
- 氷塔 地表の噴気孔の上に形成される。噴出する水蒸気を含んだ噴気は、外気に触れて瞬時に凝結・凝固する[1]。それを繰り返して塔が形成され、大きなものは高さ10ｍを超える[1]。
- 頂上は夏でも‐40℃となり、厳重な装備をしていても活動が制限される[1]。

## 特記事項
- 1979年11月28日、ニュージーランド航空が南極観光を目的に運用していたマクドネル・ダグラス DC-10 がエレバス山腹に衝突し、乗員乗客 257 名全員が死亡した。事故現場にはこれを追悼してステンレス製の十字架が立てられ、南極史跡記念物に指定されている。
- ロス島には他にも休止している火山が 3 つある。
- エレバス火山の麓には、ローワー・エレベス基地、アッパー・エレベス基地が設置されている[1]。
- 山腹にはニューメキシコ工科大学が運営するエレバス火山観測所が設置されている[1]。